# Rover 400
Rover 400, а пізніше Rover 45/319i — серія малих сімейних автомобілів, виготовлених британським виробником Rover з 1990 по 2005 рік. Автомобіль проектувався під час співпраці Rover з Honda; перше покоління 400 було розроблене на основі Honda Concerto та пропонувалося з кузовами седан і універсал, а друге покоління 400 базується на основі Honda Domani/Civic та пропонувалося з кузовами седан та 5-дв. хетчбек. У деяких моделях Rover використовувалися бензинові двигуни Honda і навпаки, динамічний дизельний двигун Rover L із серії L із середини 1990-х років встановлювався на автомобілі Honda, перш ніж японці розробили власний дизельний двигун.

## Перше покоління (R8; 1990—1995)

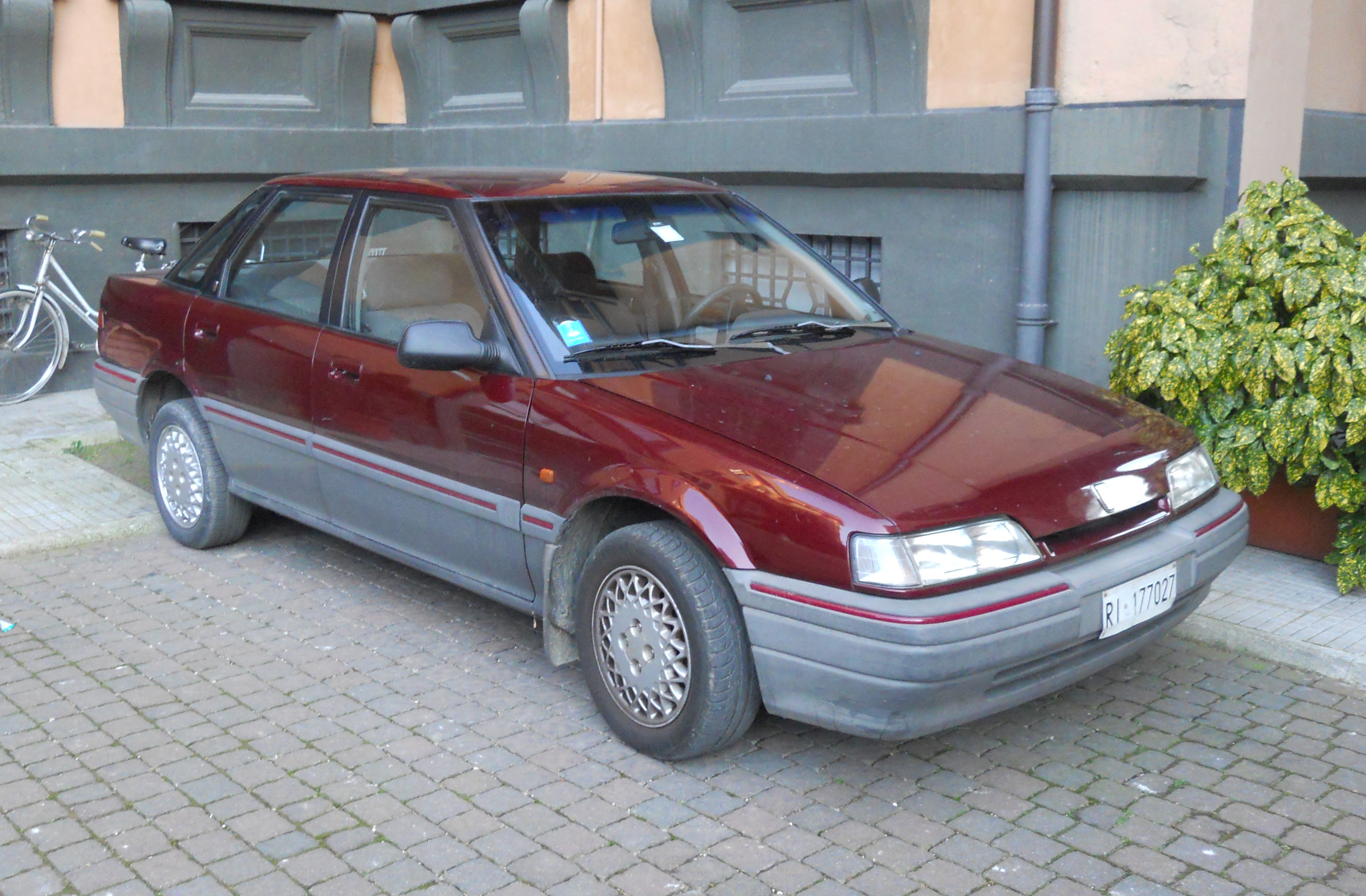
Rover 416 GSi (1990—1992)

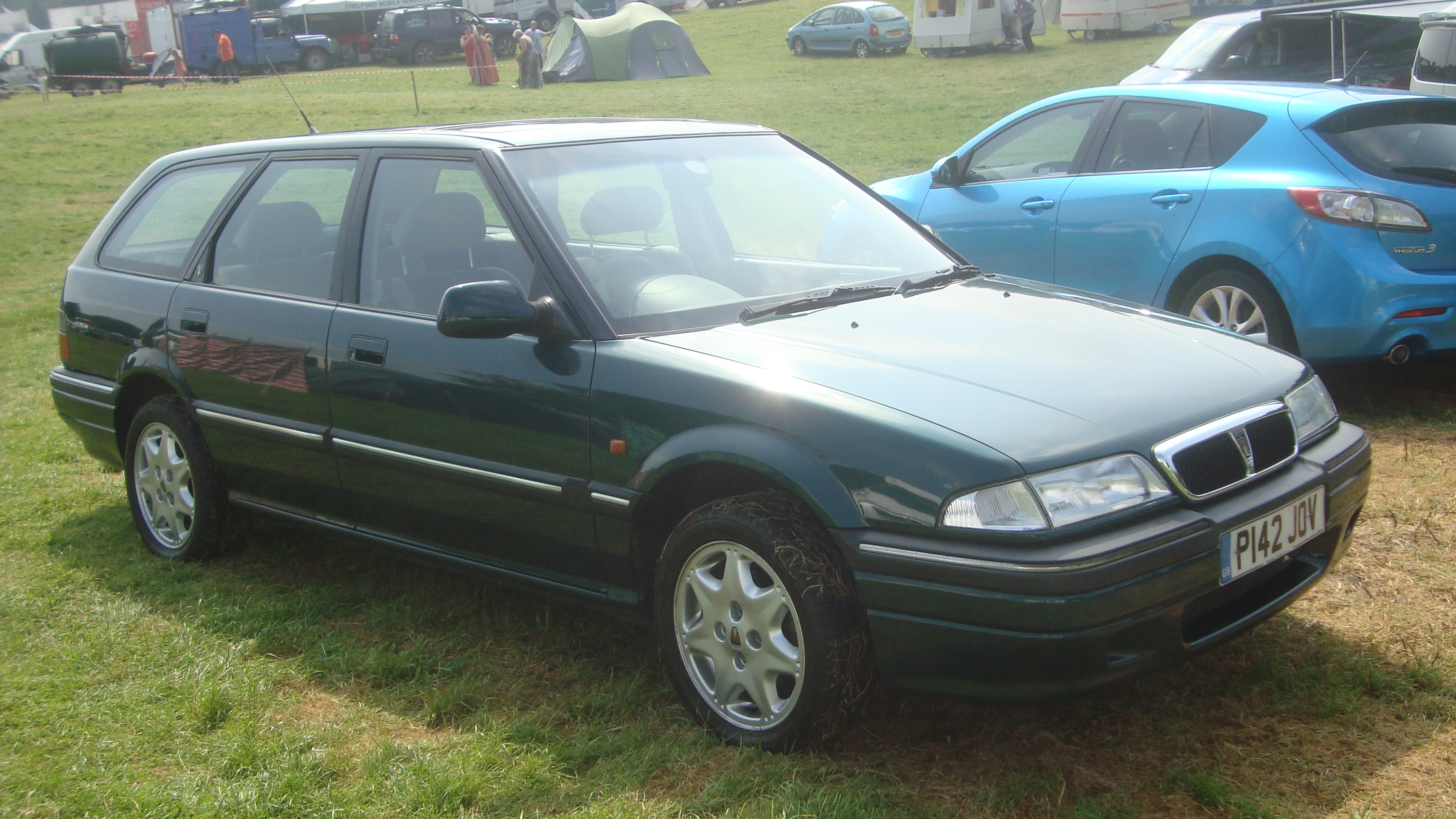
Rover 416 Tourer (1993—1998)

Rover 400 був представлений у квітні 1990 року як чотиридверний седан, створений на основі хетчбека Rover 200 2-го покоління.
Подібно до Rover 200, Rover 400 розроблявся в співпраці з компанією Honda. Він збудований на платформі Honda Concerto, яка також була доступна у Європі та виготовлялась разом з Rover 400 на заводі Rover у Лонгбріджі.
Влітку 1993 року, поряд з модернізацією седана, дебютувала версія універсала під назвою Tourer. Він виготовлявся до 1998 року, тому що в 2-му поколінні не було версії універсала. Дизельні двигуни (1,8-літровий турбований, 1,9-літровий атмосферний) отримали в компанії Citroën.
З колісною базою 2550 мм, транспортні засоби були довжиною 4365 мм, шириною 1940 і висотою 1400 мм. Вага 1020 до 1160 кг.

### Двигуни
- 1.4 л K-Series I4
- 1.6 л I4
- 2.0 л M-Series I4
- 1.8 л PSA XUD I4 (turbo diesel)
- 1.9 л PSA XUD I4 (diesel)

## Друге покоління (HH-R; 1995—1999)

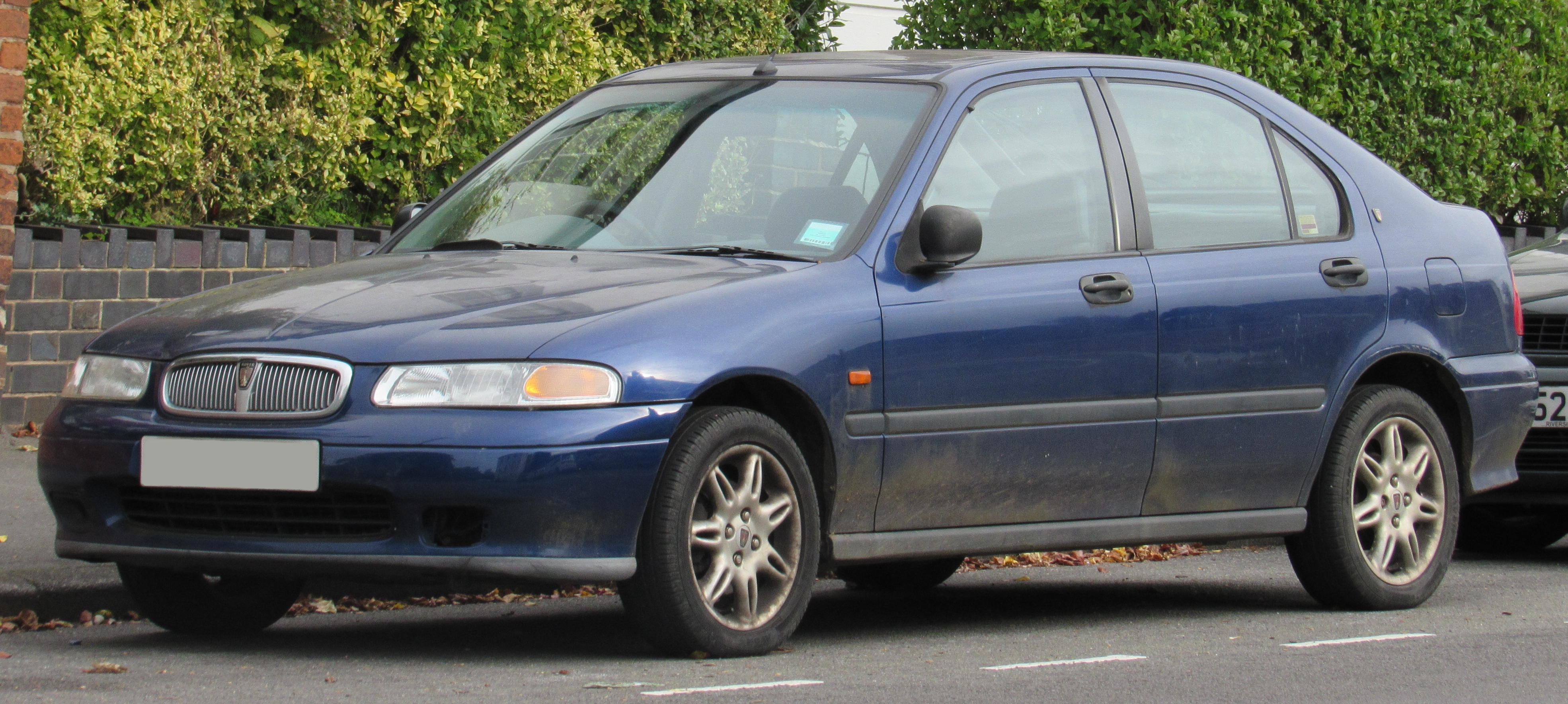
Rover 416S 1.6

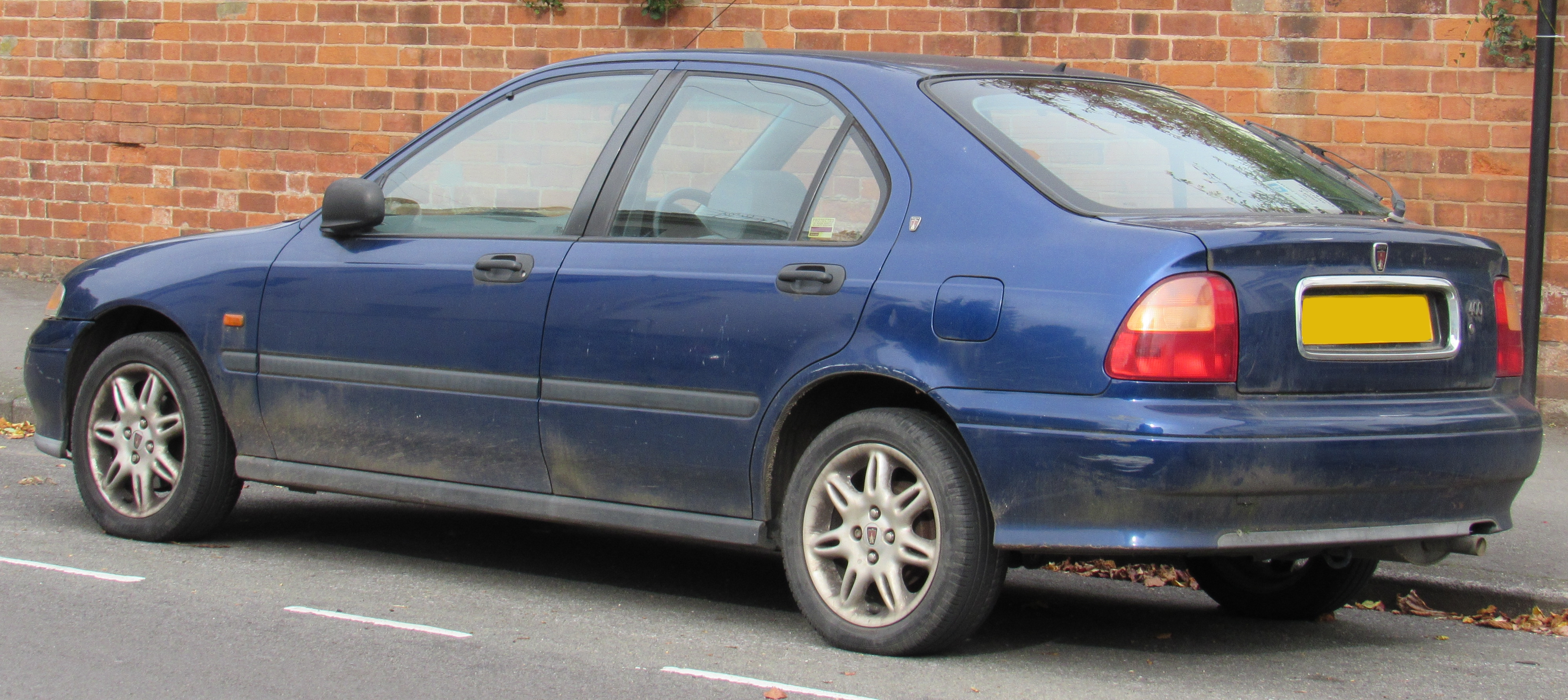
Rover 416S 1.6

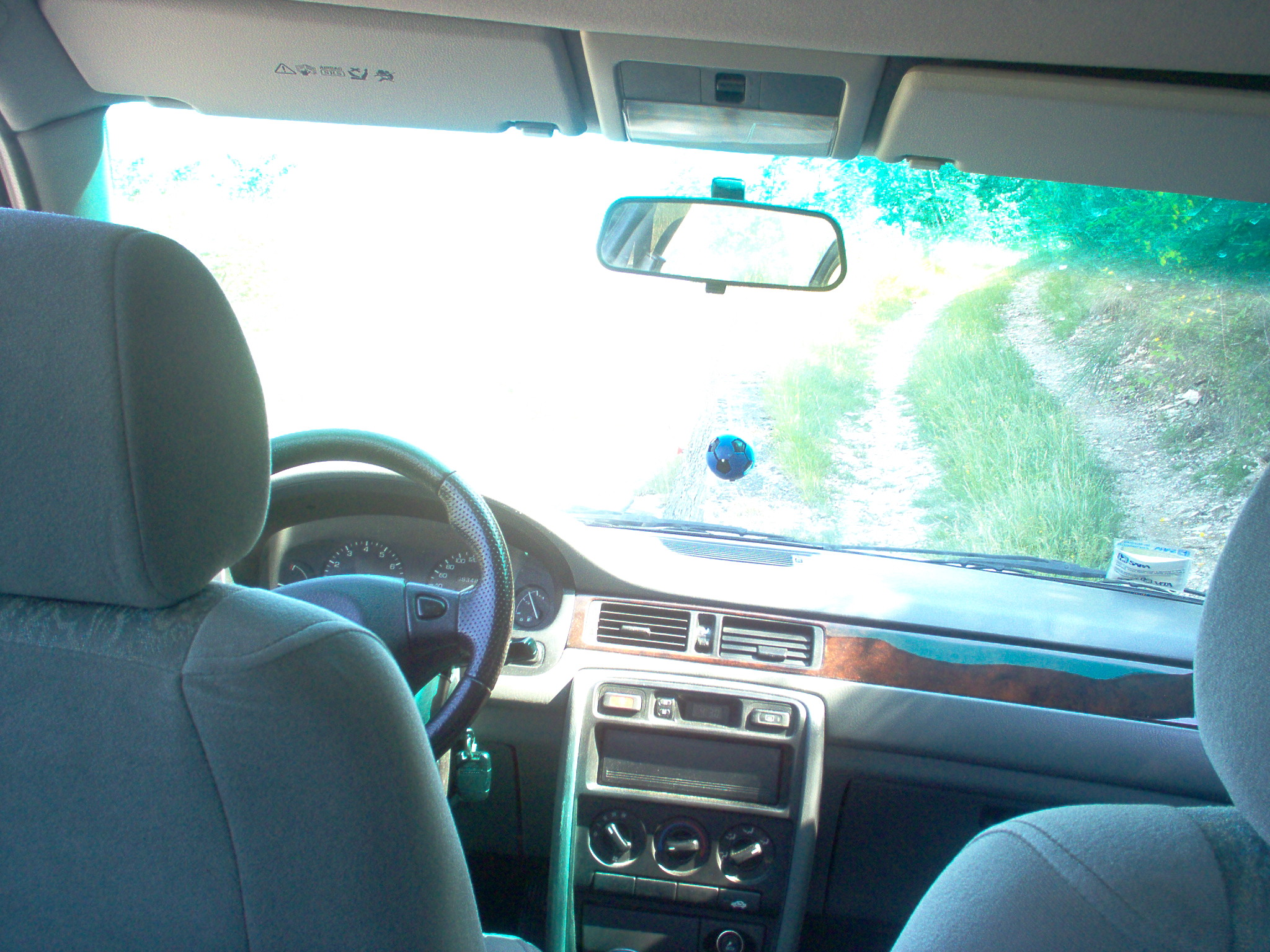
Rover 414i

Друге покоління Rover 400 представлено в травні 1995 року в кузові хетчбек, а незабаром після цього в кузові седан. Модель технічно була заснована на п'ятидверному хетчбеці Honda Civic, який також з'явився навесні 1995 року. Rover 200 3-го покоління, також представлений у 1995 році, але являв собою самостійну розробку компанії Rover.
Автомобіль отримав добре оснащення салону, вставки з натурального дерева та шкіру. Але не зумів досягнути продаж першого покоління через високу вартість. Всього виготовлено близько 750 000 автомобілів.

### Двигуни
- 1.4 л K-Series I4
- 1.6 л K-Series I4
- 1.6 л D-Series I4
- 2.0 л T-Series I4
- 2.0 л L-Series I4 (turbo diesel)

## Rover 45 (1999—2005)

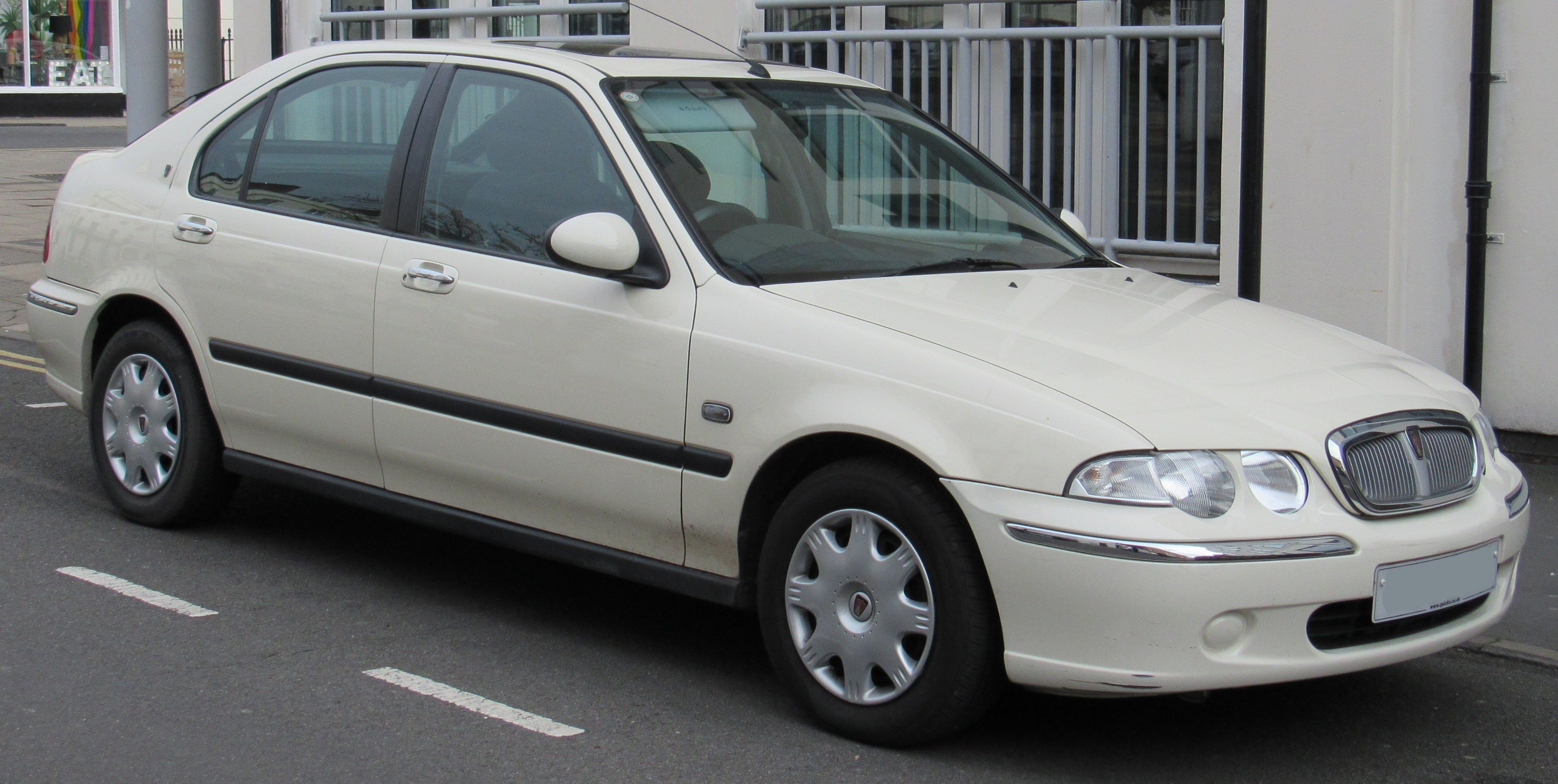
Rover 45 (1999—2004)

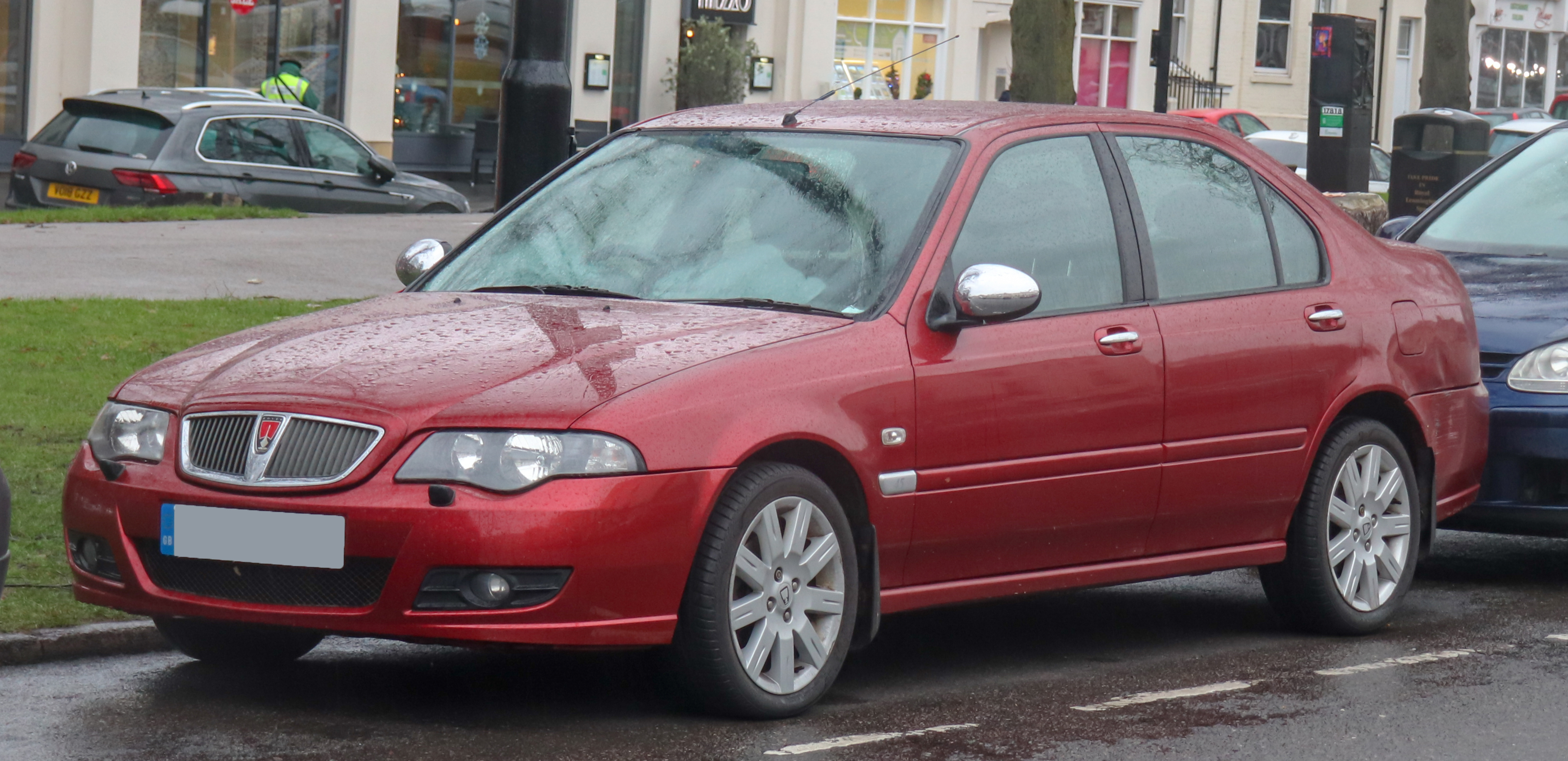
Rover 45 (2004—2005)

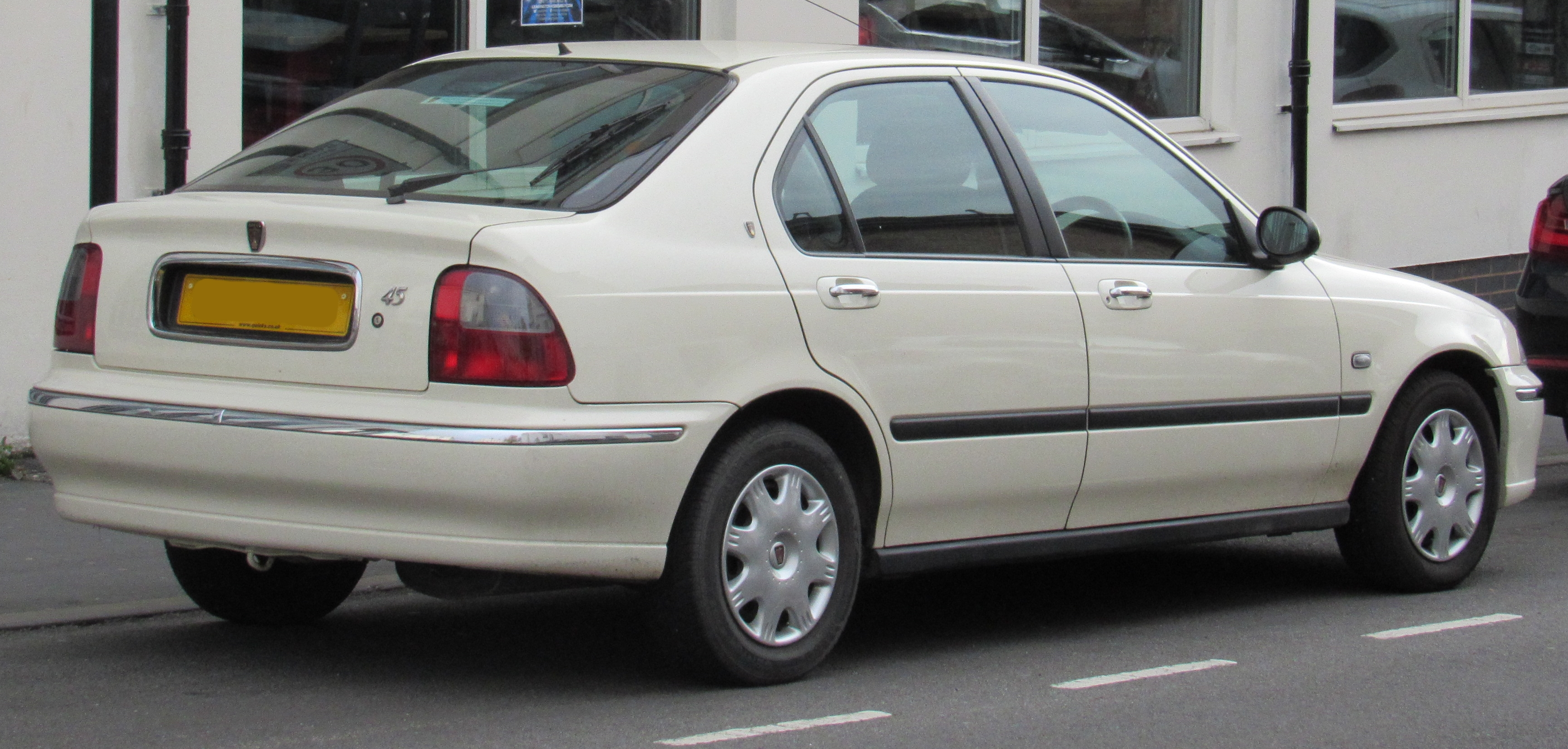

Всього виготовлено близько 700 000 автомобілів.

### Двигуни
- 1.4 л K-Series I4
- 1.6 л K-Series I4
- 1.8 л K-Series I4
- 2.0 л KV6 V6
- 2.0 л L-Series I4 (turbo diesel)